# 1387
Пізнє Середньовіччя •  Відродження •  Реконкіста •  Ганза •  Столітня війна •  Велика схизма •  Монгольська імперія

## Геополітична ситуація
Державу османських турків очолює султан Мурад I (до 1389). Імператором Візантії є Іоанн V Палеолог (до 1391). Вацлав IV є королем Богемії та Німеччини. У Франції править Карл VI Божевільний (до 1422).
Апеннінський півострів розділений: північ належить Священній Римській імперії, середню частину займає Папська область, південь належить Неаполітанському королівству. Деякі міста півночі: Венеція, Піза, Генуя тощо, мають статус міст-республік. Триває боротьба гвельфів та гібелінів.
Майже весь Піренейський півострів займають християнські Кастилія і Леон, де править Хуан I (до 1390), Арагонське королівство, де править Хуан I Арагонський, та Португалія, де почав правити Жуан I Великий (до 1433). Під владою маврів залишилися тільки землі на самому півдні.
Річард II править в Англії (до 1400). Королем Швеції є Альбрехт Мекленбурзький (до 1389), у Норвегії та Данії владу утримує Маргарита I Данська. В Угорщині правлять Сигізмунд I Люксембург та Марія Угорська (до 1395). Королем польсько-литовської держави є Владислав II Ягайло (до 1434).
Руські землі перебувають під владою Золотої Орди та польсько-литовської держави. Триває війна за галицько-волинську спадщину між Польщею та Литвою.
У Києві княжить Володимир Ольгердович (до 1394). Володимирське князівство очолює московський князь Дмитро Донський.
Монгольська імперія займає більшу частину Азії, але вона розділена на окремі улуси. На заході євразійських степів править Золота Орда. У Семиріччі владу утримує емір Тамерлан. Іран роздроблений, окремі області в ньому контролюють родини як монгольського, так і перського походження.
У Єгипті владу утримують мамлюки, а Мариніди у Магрибі. У Китаї править династії Мін. Делійський султанат є наймогутнішою державою Індії. В Японії триває період Муроматі.
Цивілізація майя переживає посткласичний період. У долині Мехіко склалася цивілізація ацтеків. Почала зароджуватися цивілізація інків.

## Події

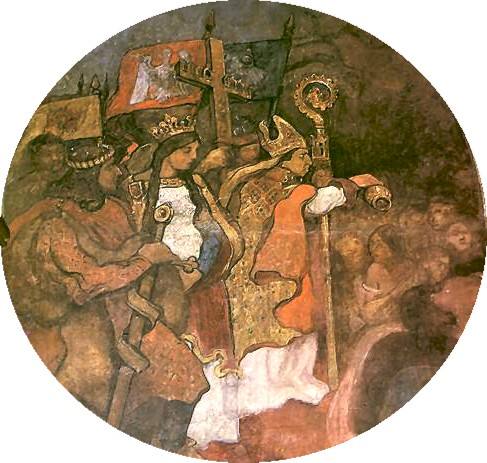
Хрещення Литви
Картина Влодзимежа Тетмаєра (1861—1923)

- Галичина перейшла від Угорщини до польсько-литовської держави.
- Перші свідчення про появу цехів в українських містах Львові та Перемишлі.
- Місту Теребовля (нині Тернопільська область) надано магдебурзьке право.
- Литва прийняла християнство. Литовські бояри отримали ті ж привілеї, що й польська шляхта.
- Війська Ягайла придушили бунт у Смоленську.
- Молдавський господар Петро I визнав себе васалом польсько-литовського короля Ягайла.
- Сигізмунд I Люксембург організував убивство своєї свекрухи Єлизавети Боснійської й проголосив себе співкоролем Угорщини разом зі своєю дружиною Марією Угорською.
- Королем Наварри став Карл III.
- Арагонське королівство успадкував Хуан I.
- Помер король Норвегії та Данії, а також титулярний король Швеції, Олаф IV. Його мати Маргарита I Данська залишилася регентом.
- В Англії бунтівники лорди-апелянти захопили в полон короля Річарда II, змусивши його змінити придворних радників.
- Падуя завдала поразки Вероні в битві поблизу Кастаньяро. Як наслідок, у Вероні та Віченці влада перейшла до міланської родини Вісконті.
- Отон Брауншвейзький, підтримуючи Людовика II Анжуйського, взяв Неаполь. Король Неаполя Владислав утік у Гаєту.
- Афінське герцогство перейшло до родини Аччаюолі.
- Турки взяли місто Фессалоніки.
- Хан Золотої Орди Тохтамиш пішов походом на Тамерлана на Кавказ, але зазнав невдачі попри початкові успіхи.
- Тамерлан захопив Ісфахан та Шираз.

## Народились
- 16 вересня — Генріх V, король Англії (з 1413 року) з династії Ланкастерів.